# Pere Crusells

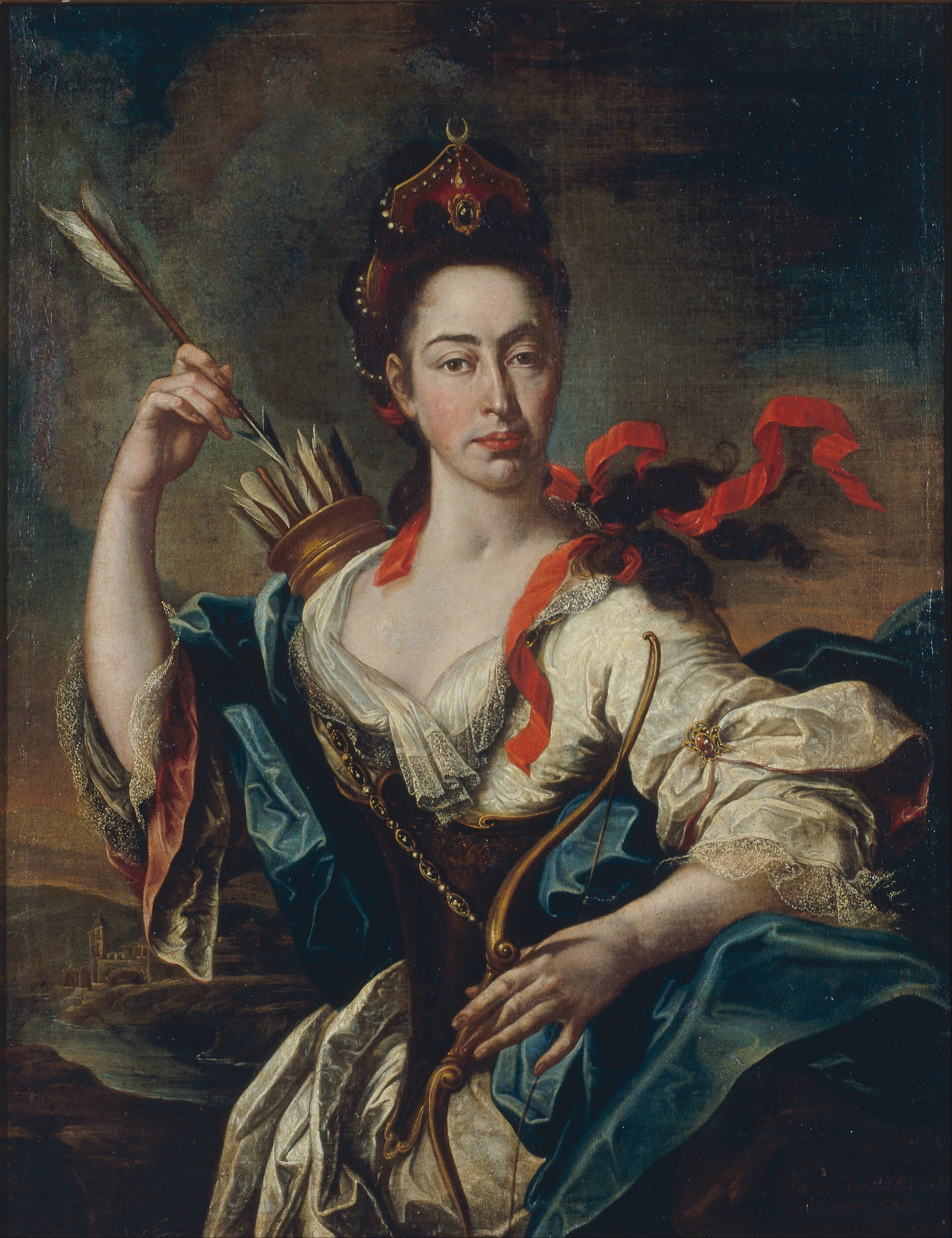
Retrato de dama como Diana, óleo sobre lienzo, Barcelona, MNAC.

Pere Crusells o Crosells (Barcelona, c. 1672-1742) fue un pintor barroco español. 
Hijo de un zapatero barcelonés, en 1689 entró en el taller del pintor Josep Vives, con quien inició su formación artística. En 1704 ingresó en el Colegio de Pintores y al año siguiente contrajo matrimonio con la hija de Onofre Casanovas, otro mal conocido pintor. Fue elegido cónsul segundo del Colegio de Pintores en 1717, aunque el nombramiento fue revocado posiblemente a causa de su pasado austracista. Pasado el tiempo, en 1721, ocupó de nuevo la plaza de segundo cónsul, clavario en 1725 y primer cónsul en 1726 y 1734. Las últimas noticias son de 1742 e indican que en esa fecha había perdido completamente la visión.

## Obra
Se especializó en la pintura de miniaturas, técnica con la que retrató al archiduque Carlos en 1708 (3,5 x 2,8 cm, Barcelona, Institut Municipal d’Història). No obstante, consta que pintó también retratos de mayor tamaño y entre ellos uno de medio cuerpo de Felipe V para el despacho del subdelegado real en la ceca de Barcelona. Su Retrato de dama con los atributos de Diana (1725, MNAC) muestra una temprana asimilación de los modelos franceses, aunque en el conjunto de su obra no llegue a desprenderse por completo del gusto por los colores terrosos característicos de la pintura seiscentista valenciana, como se advierte con mayor rotundidad en el Éxtasis de san Francisco de la Real Academia Catalana de Bellas Artes de San Jorge.
Una Flagelación en cobre con acabado miniaturista, copia de una estampa francesa (MNAC), y una Venida del Espíritu Santo en mal estado de conservación, completan el número de sus obras conocidas; la documentación indica, sin embargo, que su producción debió de ser abundante, tanto en miniaturas, técnica en la que se dice que hacía retratos del tamaño de una moneda, como en pinturas de mayor tamaño para los conventos e iglesias de Barcelona.